# Louis Edward Curdes
Louis Edward Curdes (Fort Wayne, Indiana, Estados Unidos, 2 de noviembre de 1919 - 5 de febrero de 1995, ib.) fue un piloto de combate de la Fuerza Aérea de los Estados Unidos que alcanzó el rango de Capitán y As de la aviación por sus actuaciones en la Segunda Guerra Mundial, condecorado con dos medallas de Cruz de Vuelo Distinguido y un Corazón Púrpura. Para sus misiones utilizó un avión de caza North American P-51 Mustang, conocido simplemente como P-51, bajo el apodo de "Bad Angel" (ángel malvado).
Fue uno de los únicos 3 pilotos aliados que logró abatir aviones de las fuerzas aéreas alemanas, italianas y japonesas, pertenecientes a los tres principales países que conformaban las Potencias del Eje, y que también posee la insólita distinción de haber abatido un avión de los Estados Unidos. En total derribó 7 aviones de caza alemán Messerschmitt Bf 109, un avión de caza italiano Macchi M.C.202, un avión de reconocimiento japonés Mitsubishi Ki-46 y un avión de transporte estadounidense Douglas C-47 Skytrain.

## Biografía

### Primeros años
Louis Curdes nació el 2 de noviembre de 1919 producto del matrimonio conformado por Walter Curdes y Esther Kover. Se crio en Fort Wayne, Indiana, y se inscribió en la Universidad de Purdue. Después de casi tres años de estudio, Curdes se unió a la Reserva del Ejército el 12 de marzo de 1942. Fue nombrado teniente segundo, y se graduó de la escuela de vuelo el 3 de diciembre de 1942, a los 22 años, en Luke Field, Arizona. Posteriormente fue enviado al Mediterráneo para luchar contra los nazis en el espacio aéreo sobre el sur de Europa.

### Norte de África e Italia
Se unió al 329th Armament Systems Group, una unidad de la Fuerza Aérea de los Estados Unidos, pero fue transferido a la 82d Operations Group, 95th Fighter Squadron, donde vio acción en el Norte de África, Cerdeña e Italia, volando una unidad P-38Gs. El 29 de abril de 1943, derribó tres aviones alemanes Me-109 y dañó otra cuarta unidad cerca del cabo Bon, en Túnez. El 19 de mayo derribó otras dos unidades Me-109 cerca de Villacidro, Cerdeña. En menos de un mes de combate, Curdes se convirtió en As de la aviación.
El 24 de junio logró abatir un M.C.202 italiano sobre Golfo Aranci, Cerdeña. Otra unidad alemana Me-109 fue dañada el 30 de julio en Pratice di Mare, Italia. Sus dos últimas victorias en el Frente del Mediterráneo fueron dos Me-109 más sobre Benevento, Italia.

### Captura y huida
Un caza alemán derribó su avión el 27 de agosto de 1943 sobre Salerno, Italia, forzando que descendiera a tierra. Fue capturado por los italianos, quienes lo enviaron a un campo de prisioneros cerca de Roma. Unos días más tarde, los italianos se rindieron a los Aliados. Como respuesta al armisticio italiano, Alemania invadió a su antiguo aliado, asesinando soldados italianos y ocupando la mitad del país donde se hallaba Curdes. Él y algunos otros pilotos escaparon antes de que los nazis tomaran el control del campo. Caminaron detrás de las líneas enemigas alemanas hasta cruzar al territorio controlado por los Aliados el 24 de mayo de 1944.
Al llegar fue enviado devuelta a su ciudad natal en Fort Wayne, donde recibió la medalla del Corazón Púrpura así como también 2 medallas de hojas de roble, con 13 y 14 hojas. No obstante, al no estar satisfecho pidió misiones de combate en el Pacífico, y se unió al 4th Fighter Squadron y al 3rd Air Commando en agosto de 1944. Para ese momento, volaría en un P-51.

### Campaña del Pacífico y derribo del avión Aliado
Para noviembre, las partes de las Filipinas estuvieron nuevamente bajo control de Estados Unidos, por lo que el 3rd Air Commando tuvo la tarea de bombardear las bases japonesas y proporcionar apoyo a las tropas de tierra. También allanaron las instalaciones japonesas a lo largo de la costa de China y la isla de Taiwán, proporcionando tareas de escolta a buques aliados, arrojando suministros desde el aire, entregando el correo, y evacuando a los heridos.
El 7 de febrero de 1945 Curdes volaba un P-51 a unas 30 millas al suroeste de Taiwán, cuando derribó un avión de reconocimiento japonés Mitsubishi Ki-46-II. Para ese momento había derribado aviones de los tres principales países de las Potencias del Eje: Alemania, Italia y Japón.
El 10 de febrero, el ahora Teniente Curdes conformó una escuadrilla de cuatro aviones que partió de Mangaldan, Filipinas. Su objetivo era el extremo sur de Taiwán porque los servicios de inteligencia afirmaron que los japoneses utilizaban una base aérea temporal allí. Pero la inteligencia fue errónea, por lo que Curdes regresó a las Filipinas. Volando sobre la isla de Batán, la escuadrilla se separó. Curdes y el teniente Schmidtke fueron hacia el norte, mientras que los tenientes Scalley y La Croix se dirigieron hacia el sur.
Al rato, Scalley pidió refuerzos, la escuadrilla había encontrado un pequeño campo de aviación japonesa y se dirigieron a atacarla. Curdes y Schmidtke se dirigieron al sur para unirse a ellos.
Durante el ataque a la isla, La Croix fue derribado, obligándolo a realizar un aterrizaje de emergencia sobre el océano. Mientras la unidad volaba en círculos, Curdes pudo ver que su compañero había sobrevivido, así que se quedó cerca de la zona para guiar a un avión de rescate y proteger al piloto derribado. No pasó mucho tiempo antes de que se diera cuenta que otro avión, más grande, se preparaba para aterrizar en el aeródromo de Batán. Dejó la zona y se trasladó a investigarlo. Para su sorpresa, el avión que se acercaba era un Douglas C-47 de transporte con insignias estadounidenses. Curdes Intentó hacer contacto por radio, pero no tuvo éxito. Maniobró su P-51 frente al avión varias veces tratando de hacer que cambiara su rumbo, pero el C-47 mantuvo el mismo hasta el punto de aterrizaje. Al parecer, la tripulación del C-47 no se daba cuenta de que estaba a punto de aterrizar en una isla japonesa retenida, y que irremediablemente sería hecha prisionera.
Audazmente, alineó su P-51 directamente detrás del C-47, preparó cuidadosamente una de sus ametralladoras calibre .50 y disparó hacia uno de sus dos motores, logrando dejarlo disfuncional. Aun así, el avión continúo en la dirección del campo de aviación de Batán. Curdes cambió su objetivo ligeramente y anuló el otro motor, dejando al piloto sin más opción que aterrizar en el océano.
El avión descendió al mar en una sola pieza. Los tripulantes desplegaron un bote y salieron al mar. A lo lejos, Le Croix se acercó en el suyo propio y al llegar, la tripulación abordó en él, para posteriormente ser informada sobre la situación.
El avión, por lo visto, se había perdido en el mal tiempo y su radio había dejado de funcionar. Como también se estaba quedando sin combustible, el piloto se dirigió directamente hacia la pista de aterrizaje de la isla, sin saber que estaba bajo control japonés. 
En este punto, el anochecer y el bajo nivel de combustible del P-51 obligaron a Curdes a regresar a la base. A la mañana siguiente, voló junto a un PBY de rescate que recogió al piloto derribado del C-47 y a los 11 pasajeros restantes de la tripulación, incluyendo dos enfermeras. Todos sobrevivieron, y para sorpresa de Curdes, descubrió que una de las enfermeras, llamada Svetlana Valeria Shostakovich Brownell, era una mujer con la que había tenido una cita la noche anterior al incidente. Contrariamente a los informes posteriores, Curdes no recibió una Cruz de Vuelo Distinguido por ese suceso, aunque sí recibió crédito por ello.

### Después de la guerra
Después de la Segunda Guerra Mundial, se unió a la unidad de la Guardia Nacional Aérea en Baer Field y permaneció ahí hasta 1948. En el condado de Allen, Indiana, el 2 de abril de 1946 se casó con "Valerie". Ella había nacido en Harbin, Manchuria, China, el 23 de mayo de 1925, era la hija de Valerian Shostakovich, nacida en Rusia y Lukoff R Maltzeff, nacido en China (no se sabe por qué ella firmó su apellido como Brownell, ya que no era ninguno de los nombres de sus padres). Curdes se había divorciado en 1944 y Valerie había declarado que este era su primer matrimonio. Curdes volvió al servicio activo, esta vez de nuevo en la Fuerza Aérea de los Estados Unidos. Participó en el puente aéreo de Berlín. Fue ascendido a Mayor el 1 de septiembre de 1951, y se retiró de la Fuerza Aérea como teniente coronel en octubre de 1963. Después de su retiro de la Fuerza Aérea, comenzó una empresa de construcción con el nombre de Curdes Builders Company.
Louis Curdes falleció el 5 de febrero de 1995 a los 75 años, sus restos están enterrados en el Cementerio Lindenwood, en Fort Wayne. Su viuda Valerie murió el 10 de octubre de 2013, a los 87 años.
Su avión, el P-51 llamado "Bad Angel" se encuentra actualmente en el Museo del Aire de Pima en Tucson, Arizona.